# Пашкевич, Виктор Григорьевич
Виктор Григорьевич Пашкевич (21 ноября 1928 года — 11 января 2004 года) — советский историк, преподаватель и писатель. Во время Великой Отечественной войны организовал пионерскую подпольную группу в оккупированном Борисове. Доктор исторических наук (1979 год), профессор Ужгородского университета.

## Биография
Виктор Пашкевич родился 21 ноября 1928 года в деревни Красная Слобода Дубровненского района Витебской области Белорусской ССР. Осенью 1941 года в городе Борисов (Минская область Белорусской ССР), который был оккупирован немецкими войсками организовал и возглавил пионерскую подпольную группу. Ребята выносили с вражеских складов оружие и боеприпасы, распространяли среди населения города листовки и сводки Совинформбюро. Они помогали подпольщикам устраивать побеги советских военнопленных из фашистских концлагерей и переправлять их к партизанам, а также устраивали диверсии. В августе 1942 года вместе с ребятами ушёл к партизанам, был разведчиком в партизанских отрядах имени Щорса и «Разгром», 208-м полку имени И. В. Сталина. В марте 1943 года партизаны отправили пионеров самолётом в Москву. Витя Пашкевич окончил спецшколу Центрального штаба партизанского движения и был заброшен в тыл немецкий войск в район города Кричева Могилёвской области Белорусской ССР. За время войны награждён орденом Красная Звезда и орденом Красного Знамени, а также медалью «Партизану Отечественной войны» I степени.
С 1959 года Виктор Пашкевич жил в городе Ужгороде (Украинская ССР). Окончил Ужгородский университет и аспирантуру. В 1974 году стал кандидатом исторических наук, а в 1979 году доктором исторических наук, профессор Ужгородского университета. Автор более 100 научных работ и литературной прозы, в частности автор книг «Над Бярозай» и «Над ракой Бярозай».
1 июня 1987 года решением № 17 Борисовского горисполкома Виктору Григорьевичу Пашкевичу присвоено звание «Почетный гражданин города Борисова».

## Награды
- Орден Красного Знамени
- Орден Красной Звезды[5][6]
- Медаль «Партизану Отечественной войны» I степени
- Орден Отечественной войны I степени, 6 апреля 1944 года[7]
- Почётный гражданин города Борисова